# Escândalo da Pacific

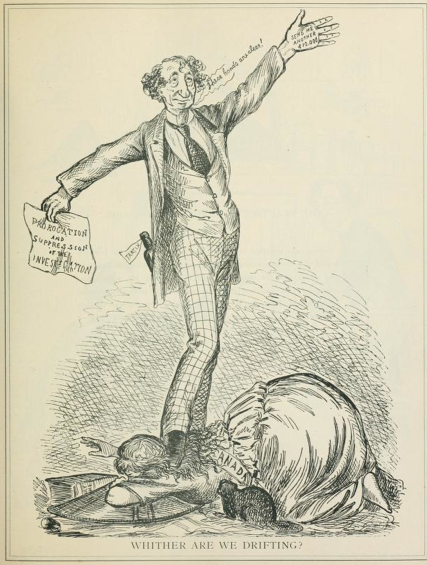
"Para onde vamos?", caricatura de John Wilson Bengough em agosto de 1873. O primeiro-ministro sir John A. Macdonald é mostrado triunfante com uma prorrogação na mão e atropelando o Canadá, que chora no chão. Ele está aparentemente bêbado, com uma garrafa de álcool no bolso, enquanto na palma da sua mão está escrito "Envie-me outros $10.000".

O Escândalo da Pacific foi o primeiro grande escândalo político no Canadá após a Confederação Canadense, envolvendo alegações de suborno recebido por 150 membros do governo do Partido Conservador, incluindo o primeiro-ministro sir John A. Macdonald, em troca do favorecimento de interesses particulares em contratos de construção da Canadian Pacific Railway. O escândalo forçou a renúncia de Macdonald e todo seu governo e a transferência de poder para o Partido Liberal sob a liderança de Alexander Mackenzie.

## Antecedentes
A Canadian Pacific Railway foi um grande projeto de construção e união nacional proposto e defendido pelo primeiro-ministro sir John A. Macdonald com o objetivo de ligar todas as províncias do recém-criado país do Canadá. Entretanto, uma rota de leste a oeste do país era altamente impopular entre os investidores em potencial, muito porque o governo não tinha meios de financiar projetos de tal magnitude e os terrenos eram acidentados e de difícil construção. Além disso, temores da fragmentação do país, aliados aos medos de que os Estados Unidos pudessem anexar os territórios canadenses e britânicos na América do Norte, significavam que não era de interesse canadense a participação de dinheiro norte-americano.

## Escândalo
O escândalo originou-se quando sir George-Étienne Cartier e Hector Langevin, membros do governo do Partido Conservador de Macdonald, foram procurar apoio financeiro para as eleições gerais de 1872, principalmente nas províncias de Ontário e Quebec, em que vários assentos dos Conservadores estavam em perigo. Eles foram até Hugh Allan, um magnata de Montreal que estava procurando o alvará para construção da ferrovia. Allan apoiou a campanha com mais de 350 mil dólares, mas mesmo assim os Conservadores foram mal nas eleições e sua maioria no Parlamento foi substancialmente reduzida.
O sindicato de construção formado por Allan recebeu o lucrativo contrato de construção da ferrovia após as eleições. Ele recebeu o alvará sob a presunção de que iria remover o controle norte-americano da diretoria, porém Allan, sem o conhecimento de Macdonald, tinha usado dinheiro norte-americano para financiar a campanha dos Conservadores. Após as eleições surgiram evidências de um acordo entre os Conservadores e Allan de que o alvará da ferrovia lhe seria concedido em troca do apoio financeiro eleitoral.
O parlamentar Lucius Seth Huntington do Partido Liberal expôs o escândalo em 2 de abril de 1873 durante uma sessão do parlamento. Macdonald tentou desembaraçar o governo por meio de adiamentos, porém em julho uma série de cartas e telegramas incriminatórios foram publicados em jornais liberais, dentre eles um do próprio primeiro-ministro para John Abbott, o advogado de Allan: "Eu preciso ter outros dez mil; será a última vez que pedirei; não falhe comigo; responda hoje". O governo ficou extremamente manchado, com Macdonald e seus ministros renunciando em 23 de outubro de 1873 e o alvará de Allan foi suspenso.

## Consequências
Os Liberais assumiram o governo no lugar dos Conservadores, com Alexander Mackenzie tornando-se o novo primeiro-ministro. Cartier foi uma das pessoas presas no centro do escândalo por ter sido o autor da carta oferecendo o contrato a Allan. Ele acabou morrendo em 20 de maio de 1873. Macdonald se recuperaria do escândalo e voltaria ao cargo de primeiro-ministro em 1878, permanecendo na posição até morrer em 1891, sendo sucedido por Abbott. Langevin voltou ao gabinete junto com Macdonald como Ministro de Obras Públicas, porém envolveu-se em um novo escândalo na década de 1890 e deixou a vida política em 1896.